# Intermedopsyllus intermedius
Intermedopsyllus intermedius är en kräftdjursart som först beskrevs av T. och A. Scott 1895.  Intermedopsyllus intermedius ingår i släktet Scottopsyllus, och familjen Paramesochridae. Arten är reproducerande i Sverige.